# 2479 Sodankylä
2479 Sodankylä este un asteroid din centura principală, descoperit pe 6 februarie 1942, de Yrjö Väisälä.